# Asesinato de Minoo Majidi
El 20 de setembro de 2022, la mujer iraní de 62 años, Minoo Majidi (en persa: ; مینوو مەجیدی1960 – 20 de septiembre de 2022), fue asesinada por las autoridades durante las protestas iraníes de septiembre de 2022. con participante activa en las protestas, fue tiroteada y falleció a manos de las fuerzas de la República Islámica. Su ceremonia fúnebre se convirtió en una manifestación antigubernamental, con mujeres protestando contra el régimen, quitándose el hijab y coreando consignas por la libertad. La hija de Minoo Majidi se convirtió en un símbolo de la lucha de las mujeres iraníes por la libertad, viralizando una foto junto a la tumba de su madre con la cabeza rapada.

## Víctima
Minoo Majidi (en persa: ; مینوو مەجیدی1960 – 20 de septiembre de 2022), fue una mujer iraní de 62 años. Minoo Majidi fue de etnia kurda, nacida en 1960 en una familia Yarsan, en la ciudad de Qasr-e Shirin. Residía en la ciudad de Kermanshah con su esposo y tres hijos.

## Asesinato
Tras la muerte de Mahsa Amini bajo custodia de la Policía de Moralidad, se desató una ola de protestas anti régimen en Saqqez, el lugar de nacimiento y sepultura de Mahsa Amini, que se extendió rápidamente por Irán y todo el mundo. Minoo Majidi fue una de las manifestación en las calles de Kermanshah que fue tiroteada y asesinada por las fuerzas de la República Islámica el 20 de septiembre de 2022.

## Entierro
La ceremonia fúnebre de Majidi se llevó a cabo el 22 de septiembre de 2022 en el cementerio Mina Abad en Kermanshah y se convirtió en una manifestación antigubernamental. Las mujeres presentes en la ceremonia se quitaron el hiyab en señal de protesta y corearon consignas como "Mujer, Vida, Libertad" y consignas anti régimen.

## imagen viral
Días después del entierro de Majidi, donde las mujeres se quitaron el velo y los asistentes gritaron en protesta, una foto de su hija se volvió viral. En la imagen, la hija está junto a la tumba de su madre con la cabeza rapada, sosteniendo su propio cabello y mirando fijamente a la cámara en desafío inquebrantable. El periódico italiano Corriere della Sera publicó una foto de la hija de Majidi en la tumba de su madre y la llamó un nuevo símbolo de la lucha de las mujeres iraníes por la libertad.